# 白白教事件

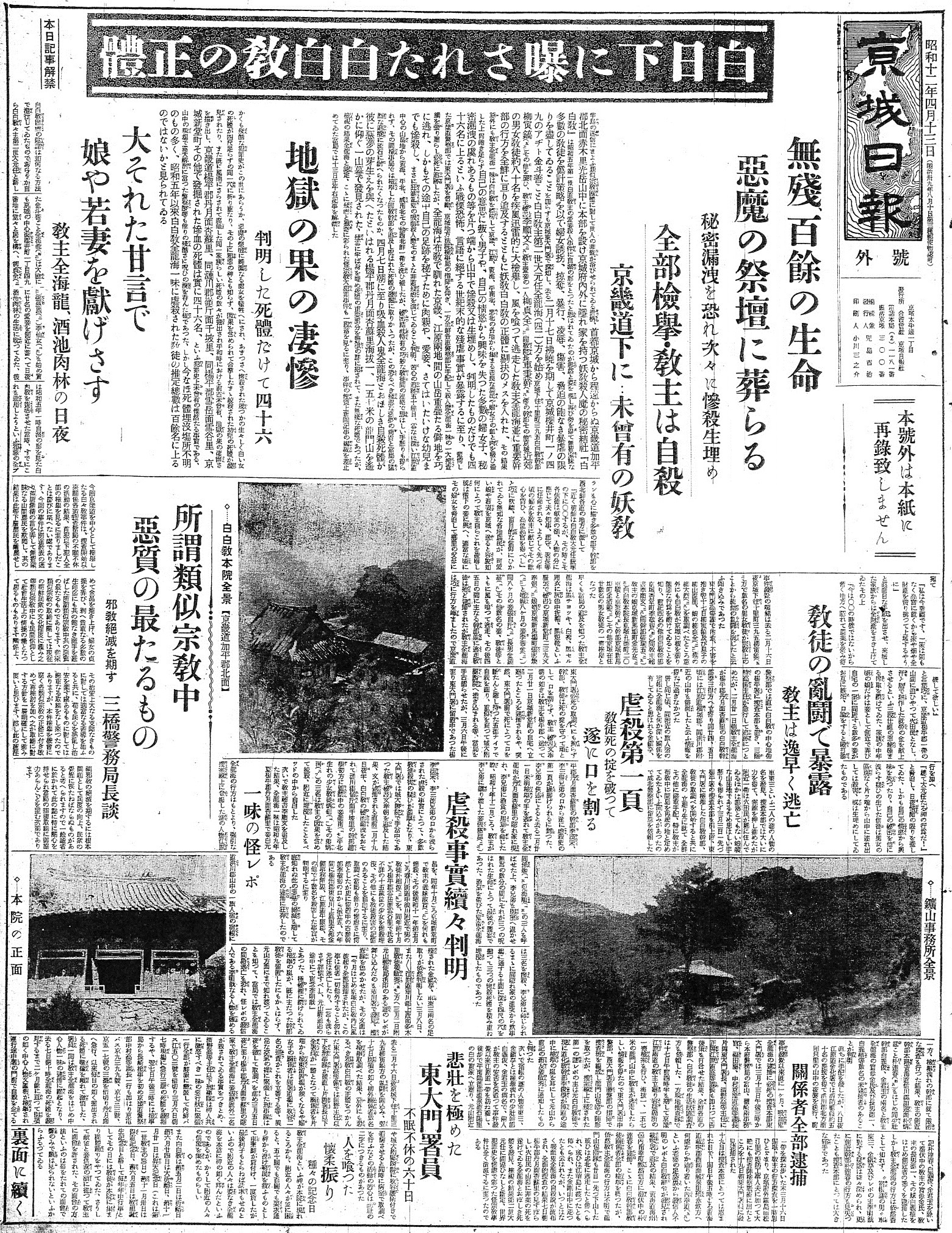
白白教事件を報じた京城日報の号外（1937年4月13日）

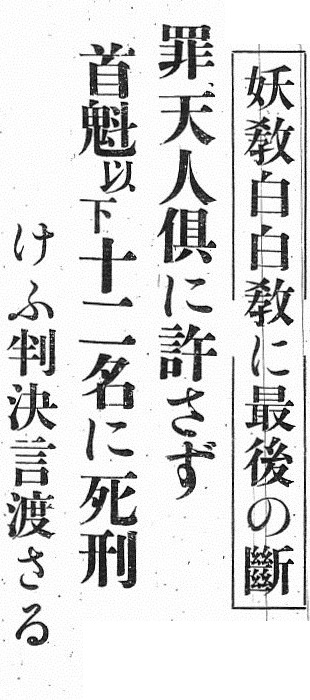
白白教事件の判決を報じた京城日報の記事（1940年4月6日）

白白教事件（はくはくきょうじけん）は、日本統治時代の朝鮮に存在したカルト教団「白白教」によって314人が大量殺人された事件。

## 概要

### 白白教の一斉検挙
1937年（昭和12年）2月16日夜、朝鮮京畿道京城府下往十里町（現大韓民国ソウル特別市城東区下往十里洞）で、宗教絡みの乱闘騒ぎが起き、所轄の京畿道警察部東大門警察署が関係者を取り調べたところ、以前に殺人事件を起こして自滅したカルト教団「白道教」が、新たに「白白教」として復活し、京城に根を下ろしている事が発覚した。2月26日、日本政府によって白白教幹部約150人が検挙された。
東大門警察署は、翌2月17日に京城のアジトを急襲し、信者ら約80人を検挙したが、肝心の「第二世大元任」こと教祖の全龍海を取り逃がしてしまった。その後も、信者の検挙が相次いだが、全龍海は依然行方をくらませていた。

### 大量殺人の発覚
続々と検挙された信者は教祖の居所について、何一つ話そうとせず黙秘を貫いた。教祖の秘書に至っては、検挙時に自殺を図り、京城帝国大学医学部附属病院に担ぎ込まれる始末であった。
3月6日、信者のR兄弟が観念し、教団が起こした殺人事件について語り始めた。
R兄弟の供述によると、「一斉検挙後の2月21日、京畿道楊平郡の自宅に全龍海が現れ、酒食の供応が命じられた。その際、全龍海は自分たち兄弟に預けられていた全龍海の妾3人を別室に呼び出して全員殺害した。その後、穴を掘らされて3人の遺体を埋めた。」という。
そしてR兄弟の供述通りに3人の遺体が発見され検死が行われた。その結果、「殺しの手際の良さ」などから、追い詰められた挙句の刹那的犯行ではなく、常日頃から常習的に殺人を繰り返していた疑いが強くなった。他の信者を追及したところ、次々と教祖の殺人を供述し始め、捜査官を慄然とさせた。
警察は山狩りを実施して、教祖の検挙に全力を尽くすとともに、被害者の遺体発掘が並行して行われた。判明している者だけでも309人（314人）が殺害された。
4月7日、全龍海の自殺死体が発見され、白白教は事実上壊滅した。4月13日に当局によって差し止められていた記事掲載が解禁となり、世間を震撼させた。

### その後の裁判
1940年（昭和15年）4月5日、京城地方法院は幹部ら12人に死刑、3人に無期懲役、9人に有期懲役を言い渡した。